# دهستان سیاهو
دهستان سیاهو، یکی از دهستان‌های بخش مرکزی شهرستان بندرعباس در استان هرمزگان ایران است. مرکز این دهستان، روستای سیاهو است.

## تقسیمات کشوری دهستان سیاهو
دهستان سیاهو در شمال بندرعباس در فاصله ۷۵ کیلومتری شمال شهر بندرعباس یکی از دهستانهای استان هرمزگان می‌باشد که از شمال غرب به شهرستان حاجی‌آباد، از جنوب غرب به منطقه خورگو،.از جنوب شرقی به پشتکوه شمیل از شمال شرق به بخش احمدی و از غرب به دهستان گهره و بخش فین منتهی می‌شود
شامل ۷۳ آبادی فعال و نیمه فعال است که عبارتند از: آبشور-آب محمدی-آقاسین بالا-آقاسین پایین- بَرِجَهر- بَنگِلایان- بُنُو- بیخ (بندرعباس)- پاکم- پاگَرد- پاگرو- پَتکُنان بالا- پتکان پایین- پُشت بَند.سغ- پشته چاهو- تل سورو- تل گردو (بندرعباس)- توتنگ- جغدر بالا- جغدر پایین- جذرآباد- چاه‌شور- چاه کل- 
چیل. جغدر بالا.جغدر پایین- خِرسین-دتوناصری- درگز (بندرعباس)- درگیران- دق فینو- دنوکی- دوکوه- دَهرِز-رَباط- رودشور- زاکین- زردان- زروکان- زَنکُوتَه- زیارت پاکوه- سَرخا- سردرو (بندرعباس)- سرکم (بندرعباس)-- سلرد- سیاهو- سیخوران بالا- سیخوران (بندرعباس)- طیفکان- فورخورج- قدمگاه حضرت  علی - کروکان- کلاتک (بندرعباس)- ان- کلیتوییه - کَم اشِنُو-کوره سفلی- کوره علیا- گروسیاهان- گَری گُوری- گودبونگرد- ماشاری- ماشکار- مهروئیه پایین- نامدر بالا - نامدر پایین- نَرینگان- نِیُومِر- وایکان - هماگ بالا- هماگ پایین- هزارتا- 
همت‌آباد- هواران.
از میان ۷۲ روستا ی دهستان سیاهو۱۴ روستا دارای طرح هادی می‌باشد.

## کوه‌های دهستان سیاهو
به‌طور کلی کوه‌های دهستان سیاهو دنباله‌های سلسله جبال زاگرس هستند که مهم‌ترین آن‌ها عبارتند از: کوه فارغان هماک با ارتفاع ۳۲۶۷متر{بلندترین کوه استان هرمزگان به‌شمار می‌رود}، کوه بُنِه، کوه سَرخا، کوه حضرت بی بی شهربانو، کوه نِساء، کوه فینو.

## محصولات سیاهو
نارنگی، پرتقال، خرما، انبه.
که سیاهو را با نام نارنگی سیاهو بیشتر می‌شناسند

## علت نامگذاری سیاهو
دشت سیاهو پراز آب فراوان، محل سیاستگذاری منطقه‌ای و وجود گله‌های ۳۰ آهو
سی + آهو = سی آهو

## جشنوارهنارنگی

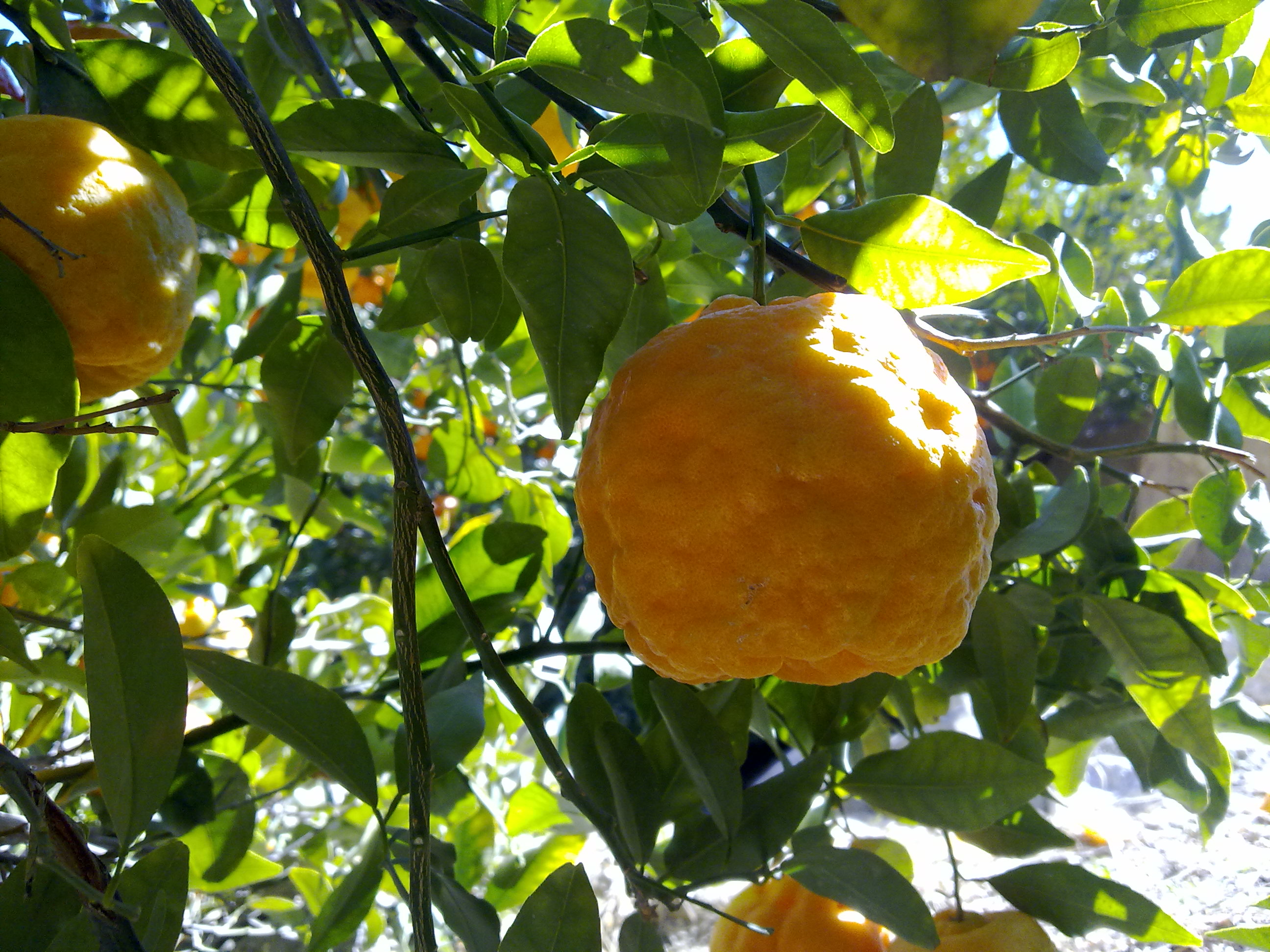
نارنگی سیاهو

این جشنواره برای معرفی نارنگی سیاهو برگزار می‌شود
که هر ساله با حضور مسولان استانی و کشوری در فصل زمستان برگزار می‌شود.

## جمعیت
بر پایه سرشماری عمومی نفوس و مسکن در سال ۱۳۹۵، جمعیت دهستان سیاهو برابر با ۸٬۹۲۷ نفر بوده‌است.